# Saint-Denis-le-Ferment
 Saint-Denis-le-Ferment  là một xã của tỉnh Eure, thuộc vùng Normandie, miền bắc nước Pháp.